# Savagnin blanc
Il Savagnin o  Savagnin blanc è una varietà di vitigno a bacca bianca.

È conosciuto in Germania come Traminer o Weißer Traminer, in Svizzera nel Canton Ginevra e anche come Heida (nell'Alto Vallese) o Païen (nel Basso Vallese), in Austria come Gelber Traminer, in Repubblica Ceca come Tramín bílý o Prinč bílý o Bronišť bílý, in Slovenia Traminec.
Originario della vasta regione che copre il Nord Est della Francia (principalmente coltivato nel dipartimento dello Jura dove vengono prodotti i famosi vin jaune e vin de paille), e del Renania-Palatinato in Germania, dà luogo a un vino con una grande struttura, note di agrumi e frutti esotici, dotato di un buon potenziale di invecchiamento.
A causa della sua instabilità genetica il gruppo Traminer/Savagnin dovrebbe essere considerato come una famiglia di cloni imparentati tra loro piuttosto che singole varietà distinte.

Da una mutazione di colore del Savagnin blanc si è generato il Savagnin rose che a sua volta ha generato una mutazione aromatica dando luogo al Traminer aromatico.

## Sinonimi
Il Savagnin blanc è anche conosciuto con innumerevoli sinonimi: Adelfranke, Aida, Albarin Blanco, Auvernat blanc, Banc court, Blanc brun, Blanc court, Bon blanc brynst, Christkindlestraube, Dreifpennigholz, Dreimanner, Edel traube, Edeltraube, Edler weiss, Feher tramini, Feuille ronde, Fleishweiner, Forment, Formentin, Formentin, Formentin blanc, Fourmentau, Fraenkisch, Fraenkisch weiss, Fraentsch, Franken, Frankisch, Frennschen, Frenscehn weiss, Frentsch, Fromentais, Fromente, Fromente blanc, Fromentau, Fromentin, Furiant, Gelbedler, Gentil blanc, Gringet, Gruenedl, Haida, Heida, Heidenwein, Kleinblaettrige ximenestraube, Kleinbraun, Kleiner Traminer, Malvoisie, Marzimmer, Meunier blanc, Milleran, Millerantraube, Nature, Nature blanc, Naturel, Noble vert, Nurnberger, Paien, Plant Paien, Poligny, Princ bily, Princ, Rauschling, Ryvola bila, Salvagnin, Sauvagneux, Sauvagnien, Sauvagnin, Sauvagnun, Sauvanon, Sauvoignin, Savagnin, Savagnin jaune, Savagnin vert, Savoignin, Schleitheimer, Servoigner, Servoyen blanc, Svenie, Tokayer, Tramin, Tramin biely, Tramin bily, Traminac beli, Traminac bijeli, Traminec, Traminer, Traminer alb auriu, Traminer bianco, Traminer blanc, Traminer d'ore, Traminer dore, Traminer gelb, Traminer weiss, Traminer weisser, Viclair, Vigne blanche, Vigne du Marechal, Weiss Blaue, Weiss Fraenkische, Weiss Frenschen, Weissedler, Weisser Traminer, Weisskloevner